# Eric Veiga
Eric Veiga (Lussemburgo, 18 febbraio 1997) è un calciatore lussemburghese di origini portoghesi, centrocampista dell'AVS e della nazionale lussemburghese.

## Carriera

### Club
Nato in Lussemburgo da genitori portoghesi, inizia a giocare a calcio nel Mondercange. In seguito passa in un'altra squadra lussemburghese, il RU Luxembourg. Al compimento dei 16 anni si trasferisce in Germania, al Bayer Leverkusen, dove resta due stagioni e mezza. Nell'estate 2015 passa all'Eintracht Braunschweig, giocando un anno nelle giovanili. Nel 2016 viene inserito nell'E. Braunschweig II, seconda squadra dei gialloblu, militante in Regionalliga, quarta serie tedesca. Il 3 marzo fa il suo esordio, entrando all' 88' della vittoria per 2-0 sul campo dell'Hannover 96 II in campionato.

### Nazionale
Tra 2012 e 2016 si divide tra nazionali giovanili portoghesi e lussemburghesi. A 15 anni, nel 2012, gioca 6 volte con l'Under-17 del Lussemburgo, di cui 3 nelle qualificazioni all'Europeo di categoria 2013. Nel 2014 passa in Under-19 lussemburghese, dove gioca 3 partite di qualificazione all'Europeo 2015. Nel 2015 passa a rappresentare il Portogallo, disputando una gara con l'Under-18. Nel 2016 gioca due volte con l'Under-19 portoghese, ma in seguito decide di ritornare a giocare con il Lussemburgo, debuttando in Nazionale maggiore il 2 settembre 2016, in un'amichevole in trasferta a Riga contro la Lettonia persa per 3-1, nella quale entra all' 84'. Il 10 ottobre gioca la prima gara ufficiale, nelle qualificazioni al Mondiale 2018, una sfida esterna a Barysaŭ contro la Bielorussia pareggiata 1-1, in cui entra al 35' al posto dell'infortunato Christopher Martins Pereira.

## Statistiche

### Presenze nei club
Statistiche aggiornate al 17 marzo 2017.
| Stagione                         | Squadra                          | Campionato                       | Campionato | Campionato | Coppe nazionali | Coppe nazionali | Coppe nazionali | Coppe continentali | Coppe continentali | Coppe continentali | Altre coppe | Altre coppe | Altre coppe | Totale | Totale | Totale |
| Stagione                         | Squadra                          | Comp                             | Pres       | Reti       | Comp            | Pres            | Reti            | Comp               | Pres               | Reti               | Comp        | Pres        | Reti        | Pres   | Reti   |        |
| -------------------------------- | -------------------------------- | -------------------------------- | ---------- | ---------- | --------------- | --------------- | --------------- | ------------------ | ------------------ | ------------------ | ----------- | ----------- | ----------- | ------ | ------ | ------ |
| 2015-2016                        | E. Braunschweig II               | RLN                              | 4          | 0          | -               | -               | -               | -                  | -                  | -                  | -           | -           | -           | 4      | 0      |        |
| 2016-2017                        | E. Braunschweig II               | RLN                              | 9          | 0          | -               | -               | -               | -                  | -                  | -                  | -           | -           | -           | 9      | 0      |        |
| Totale Eintracht Braunschweig II | Totale Eintracht Braunschweig II | Totale Eintracht Braunschweig II | 13         | 0          | -               | -               | -               | -                  | -                  | -                  | -           | -           | -           | 13     | 0      |        |
| Totale carriera                  | Totale carriera                  | Totale carriera                  | 13         | 0          | -               | -               | -               | -                  | -                  | -                  | -           | -           | -           | 13     | 0      |        |

### Cronologia presenze e reti in nazionale
| Cronologia completa delle presenze e delle reti in nazionale ― Lussemburgo | Cronologia completa delle presenze e delle reti in nazionale ― Lussemburgo | Cronologia completa delle presenze e delle reti in nazionale ― Lussemburgo | Cronologia completa delle presenze e delle reti in nazionale ― Lussemburgo | Cronologia completa delle presenze e delle reti in nazionale ― Lussemburgo | Cronologia completa delle presenze e delle reti in nazionale ― Lussemburgo | Cronologia completa delle presenze e delle reti in nazionale ― Lussemburgo | Cronologia completa delle presenze e delle reti in nazionale ― Lussemburgo |
| Data                                                                       | Città                                                                      | In casa                                                                    | Risultato                                                                  | Ospiti                                                                     | Competizione                                                               | Reti                                                                       | Note                                                                       |
| -------------------------------------------------------------------------- | -------------------------------------------------------------------------- | -------------------------------------------------------------------------- | -------------------------------------------------------------------------- | -------------------------------------------------------------------------- | -------------------------------------------------------------------------- | -------------------------------------------------------------------------- | -------------------------------------------------------------------------- |
| 2-9-2016                                                                   | Riga                                                                       | Lettonia                                                                   | 3 – 1                                                                      | Lussemburgo                                                                | Amichevole                                                                 | -                                                                          | 84’                                                                        |
| 10-10-2016                                                                 | Barysaŭ                                                                    | Bielorussia                                                                | 1 – 1                                                                      | Lussemburgo                                                                | Qual. Mondiali 2018                                                        | -                                                                          | 35’                                                                        |
| 2-6-2021                                                                   | Malaga                                                                     | Norvegia                                                                   | 1 – 0                                                                      | Lussemburgo                                                                | Amichevole                                                                 | -                                                                          | 81’                                                                        |
| 1-9-2021                                                                   | Lussemburgo                                                                | Lussemburgo                                                                | 2 – 1                                                                      | Azerbaigian                                                                | Qual. Mondiali 2022                                                        | -                                                                          | 76’                                                                        |
| 7-9-2021                                                                   | Lussemburgo                                                                | Lussemburgo                                                                | 1 – 1                                                                      | Qatar                                                                      | Amichevole                                                                 | -                                                                          | 73’                                                                        |
| 12-10-2021                                                                 | Faro                                                                       | Portogallo                                                                 | 5 – 0                                                                      | Lussemburgo                                                                | Qual. Mondiali 2022                                                        | -                                                                          | 87’                                                                        |
| 5-9-2024                                                                   | Belfast                                                                    | Irlanda del Nord                                                           | 2 – 0                                                                      | Lussemburgo                                                                | UEFA Nations League 2024-2025 - 1º turno                                   | -                                                                          | 73’                                                                        |
| 22-3-2025                                                                  | Lussemburgo                                                                | Lussemburgo                                                                | 1 – 0                                                                      | Svezia                                                                     | Amichevole                                                                 | -                                                                          | 90’                                                                        |
| 10-6-2025                                                                  | Lussemburgo                                                                | Lussemburgo                                                                | 0 – 0                                                                      | Irlanda                                                                    | Amichevole                                                                 | -                                                                          | 82’                                                                        |
| Totale                                                                     |                                                                            | Presenze                                                                   | 9                                                                          |                                                                            | Reti                                                                       | 0                                                                          |                                                                            |